# آب‌زالو (ممسنی)
ابزالو، روستایی از توابع بخش دشمن‌زیاری شهرستان ممسنی در استان فارس ایران است.

## جمعیت
این روستا در دهستان مشایخ قرار دارد و براساس سرشماری مرکز آمار ایران در سال ۱۳۸۵، جمعیت آن ۱۱۵ نفر (۲۶خانوار) بوده‌است.